# 버르거 요제프 (1954년)
버르거 요제프(헝가리어: Varga József, 1954년 10월 9일, 부다페스트 ~)는 전 헝가리 국가대표 축구 선수이다.

## 경력
부다페스트 출신인 버르거는 부다페스트에서 현역 시절 대부분을 보내며, 지지자들 사이에 인기가 높았고, "오리"(Kacsa)라는 별칭으로 알려졌다. 그는 해외 무대에서도 활약한 적이 있는데, 튀르키예 1부 리그의 데니즐리스포르에서 활동하기도 했다. 버르거는 우이페슈트에서 프로 무대 은퇴를 했다.
그는 1980년에 헝가리 국가대표팀 첫 경기를 출전했고, 1986년까지 31번의 경기에 출전해 1골을 기록했다. 그는 1982년과 1986년에 두 차례 월드컵에 참가했지만, 헝가리는 두 번 모두 조별 리그를 통과하지 못했다. 버르거는 1982년 월드컵 벨기에전에서 처음이자 마지막으로 국가대표팀 골맛을 보았다.